# Ligue de diamant 2010 - lancer du javelot féminin
Navigation
2011
Le concours du lancer du javelot féminin de la Ligue de Diamant 2010 s'est déroulé du 14 mai au 19 août 2010. La compétition a successivement fait étape à Doha, Rome, Eugene, Gateshead, Monaco et Londres, la finale se déroulant à Zürich. L'épreuve est remportée par la Tchèque Barbora Špotáková.

## Calendrier
| Date            | Meeting                         | Ville     | Pays        |
| --------------- | ------------------------------- | --------- | ----------- |
| 14 mai 2010     | Qatar Athletic Super Grand Prix | Doha      | Qatar       |
| 10 juin 2010    | Golden Gala                     | Rome      | Italie      |
| 3 juillet 2010  | Prefontaine Classic             | Eugene    | États-Unis  |
| 10 juillet 2010 | Meeting de Gateshead            | Gateshead | Royaume-Uni |
| 22 juillet 2010 | Meeting Herculis                | Monaco    | Monaco      |
| 13 août 2010    | Aviva London Grand Prix         | Londres   | Royaume-Uni |
| 19 août 2010    | Weltklasse Zürich               | Zurich    | Suisse      |

## Résultats
| Date | Meeting   | 1er                           | 1er   | 2e                        | 2e    | 3e                         | 3e    |
| --- | --------- | ----------------------------- | ----- | ------------------------- | ----- | -------------------------- | ----- |
| 14 mai 2010 | Doha      | Mariya Abakumova 68,89 m (WL) | 4 pts | Barbora Špotáková 67,33 m | 2 pts | Martina Ratej 67,16 m (NR) | 1 pt  |
| 10 juin 2010 | Rome      | Barbora Špotáková 68,66 m     | 4 pts | Sunette Viljoen 63,04 m   | 2 pts | Vira Rebryk 62,44 m (SB)   | 1 pt  |
| 3 juillet 2010 | Eugene    | Kara Patterson 65,90 m        | 4 pts | Martina Ratej 64,40 m     | 2 pts | Barbora Špotáková 61,12 m  | 1 pt  |
| 10 juillet 2010 | Gateshead | Sunette Viljoen 64,32 m       | 4 pts | Kara Patterson 63,11 m    | 2 pts | Barbora Špotáková 62,02 m  | 1 pt  |
| 22 juillet 2010 | Monaco    | Barbora Špotáková 65,76 m     | 4 pts | Kara Patterson 64,21 m    | 2 pts | Sunette Viljoen 59,93 m    | 1 pt  |
| 13 août 2010 | Londres   | Barbora Špotáková 63,50 m     | 4 pts | Kara Patterson 63,41 m    | 2 pts | Linda Stahl 59,60 m        | 1 pt  |
| 19 août 2010 | Zürich    | Christina Obergföll 67,31 m   | 8 pts | Barbora Špotáková 65,34 m | 4 pts | Linda Stahl 63,30 m        | 2 pts |
| Records et Performances - AR : Record continental (area record) - CR : Record des championnats (championship record) - MR : Record du meeting (meet record) - NR : Record national (national record) - OR : Record olympique (olympic record) - PR : Record paralympique (paralympic record) - PB : Record personnel (personal best) - SB : Meilleure performance personnelle de la saison (season's best) - WL : Meilleure performance mondiale de l'année (world leader) - WJR : Record du monde junior (world junior record) - WR : Record du monde (world record) Circonstances et Conditions - DNF : N'a pas terminé (did not finish) - DNS : N'a pas pris le départ (did not start) - DQ : Disqualification (disqualification) - NM : Aucun essai valable enregistré (No Mark) - Q : Qualifié « directement » au prochain tour (ou à la prochaine compétition), lors d'une compétition majeure, grâce au classement ou à la réalisation des minima (automatic qualifier) - q : Qualifié au prochain tour (ou à la prochaine compétition), lors d'une compétition majeure, grâce au repêchage ou à la réalisation de l'une des meilleures performances parmi celles des « non qualifiés directement » (grâce au meilleur temps ou à la meilleure distance par exemple) (secondary qualifier) |           |                               |       |                           |       |                            |       |

## Classement général
| Rang | Athlète             | Points |
| ---- | ------------------- | ------ |
| 1    | Barbora Špotáková   | 20     |
| 2    | Kara Patterson      | 10     |
| 3    | Christina Obergföll | 8      |
| 4    | Sunette Viljoen     | 7      |
| 5    | Mariya Abakumova    | 4      |